# Tuberoschistura cambodgiensis
Tuberoschistura cambodgiensis är en fiskart som beskrevs av Kottelat, 1990. Tuberoschistura cambodgiensis ingår i släktet Tuberoschistura och familjen grönlingsfiskar. IUCN kategoriserar arten globalt som livskraftig. Inga underarter finns listade i Catalogue of Life.